# Caryomys eva
Caryomys eva este o specie de rozătoare din familia Cricetidae. Este găsită în păduri montane din China, țara în care este endemică. Uniunea Internațională pentru Conservarea Naturii a clasificat-o ca fiind o specie neamenințată cu dispariția.

## Descriere
Caryomys eva are o lungime a corpului (inclusiv capul) de 83 până la 100 mm iar a cozii de 46–60 mm. Blana de pe partea dorsală are culoarea maro-roșcat închis iar blana de pe partea ventrală are culoarea cenușie închisă cu vârful firelor de culoare maro-galbenă pală. Părțile superioare ale membrelor sunt de culoare maro închisă. Coada este maro închisă deasupra și maro mai palid dedesubt dar nu este clar că are două nuanțe, așa cum este în cazul speciei Caryomys inez, cu care este strâns înrudită (ambele specii fac parte din genul Caryomis). Cele două specii sunt de asemenea diferențiate de dispunerea vârfurilor pe molarii lor.

## Răspândire și habitat
Caryomys eva este endemică în China, unde este găsită în provinciile Sichuan, Gansu, Shaanxi, Hubei, Qinghai și Ningxia. Habitatul său specific este alcătuit din păduri umede iar altitudinile la care se găsește variază între circa 2.600 și 4.000 m deasupra nivelului mării. La anumite altitudini pare să ocupe nișa ecologică a genului Eothenomys.

## Ecologie
Dieta speciei Caryomys eva este alcătuită din materie vegetală care include muguri, frunze tinere, iarbă, semințe și scoarță.

## Stare de conservare
Caryomys eva are o răspândire largă și se presupune că populația sa este mare. Nu au fost identificate amenințări deosebite pentru această specie iar arealul său include arii protejate. Nu se știe dacă populația este în creștere sau în scădere, este puțin probabil ca mărimea acesteia să scadă într-un ritm suficient de rapid pentru a justifica includerea speciei într-o categorie amenințată. Uniunea Internațională pentru Conservarea Naturii a clasificat specia Caryomys eva ca fiind neamenințată cu dispariția.